# Thomas Kaske
Thomas Kaske auch Tönnies Kaske (bl. 1525–1535) war Ratsherr der Hansestadt Rostock und Flottenführer der Wendischen Städte der Hanse.

## Leben
Thomas Kaske wurde 1525 Ratsherr der Hansestadt Rostock.
1532 führte er den Oberbefehl über Rostocker Schiffe und weitere Schiffe der Wendischen Städte der Hanse, die nach Norwegen segelten, um König Friedrich I. von Dänemark bei der Festnahme des aus dem Exil nach Norwegen zurück gekehrten Königs Christian II. von Dänemark zur Seite zu stehen. Hinsichtlich der Durchführung der Aktion gerieten die beteiligten Ratsherren der Hanse, darunter auch die Lübecker Flottenführer Gerhard Odingborg und Nikolaus Bardewik mit den dänischen Befehlshabern Knut und Magnus Gyldenstjern, dem Kommandanten der umkämpften Festung Akershus, in Differenzen. König Christian II. konnte jedoch durch dieses Eingreifen von Oslo nach Kopenhagen in die Gefangenschaft gebracht werden.
Als 1535 der Lübecker Bürgermeister Jürgen Wullenweber durch den damaligen Rostocker Syndicus Johann Oldendorp die Rostocker Bürgerschaft gegen den Rostocker Rat aufbrachte, so dass diese einen Bürgerausschuss der 60er wählte, gehörte Kaske zur konservativen Ratsfraktion unter dem Rostocker Bürgermeister Berent Muermann als Gegner dieses Bürgerausschusses. Thomas Kaske und Muermann wurden daher in Rostock unter Hausarrest gestellt. Danach verliert sich seine Spur.